# تونی کریگ
تونی کریگ (انگلیسی: Tony Craig؛ زادهٔ ۲۰ آوریل ۱۹۸۵) یک بازیکن فوتبال است که از سال ۲۰۱۲ تاکنون در ناحیه لندن بزرگ به صورت حرفه‌ای فوتبال بازی می‌کند.